# Alan Lloyd Hodgkin
Alan Lloyd Hodgkin, OM, KBE, FRS (Banbury, 5 februari 1914 – Cambridge, 20 december 1998) was een Brits fysioloog en biofysicus. Hij won in 1963 samen met John Eccles en Andrew Huxley de Nobelprijs voor Fysiologie of Geneeskunde voor het beschrijven van elektrische transmissie van impulsen langs zenuwen.

## Biografie
Hodgkin werd geboren in Banbury, graafschap Oxfordshire, als zoon van George L. Hodgkin en Mary Wilson. Toen hij vier jaar oud was overleed zijn vader in bezet Bagdad aan dysenterie, waarna zijn moeder hertrouwde met Lionel Smith. Hodgkin studeerde aan de Downs School, de Gresham's School en het Trinity College in Cambridge.
Met Andrew Fielding Huxley werkte Hodgkin aan experimentele metingen, en kwam zo tot een van de eerste toepassingen van en techniek van elektrofysiologie, bekend als "voltage clamp". Het tweede kritische onderdeel van hun onderzoek was de zogenaamde enorme axon van de pijlinktvis Loligo pealeii. Hiermee konden ze de ionische stromen meten die tot dan toe onmeetbaar waren in elk ander type zenuwcel, omdat deze te klein waren om te meten met destijds beschikbare technieken. Ze bemerkten dat stimulering van de zenuwcel gepaard gaat met een verandering van het elektrisch potentiaal over het membraan van de zenuwcel. Deze experimenten vonden plaats aan de Universiteit van Cambridge, en begonnen in 1935. De komst van de Tweede Wereldoorlog legde het onderzoek tijdelijk stil.
Tijdens de Tweede Wereldoorlog werkte Hodgkin bij het Royal Aircraft Establishment op het vliegveld Farnborough aan de fysiologische problemen die piloten ondervonden bij het vliegen op grote hoogte. In februari 1940 werd hij overgeplaatst naar de Telecommunications Research Establishment (TRE), waar hij werkte aan de ontwikkeling van een radar die kon werken met golflengtes van 5 tot 10 centimeter, noodzakelijk voor het installeren van radarinstallaties in vliegtuigen. Hodgkin vloog tientallen keren mee op testvluchten. Het systeem dat hij hielp ontwikkelen was van groot belang bij de luchtsteun voor de geallieerde landing in Normandië in 1944. In 1944 bracht Hodgkin enkele maanden door in de Verenigde Staten, om ervaring met radarontwikkeling uit te wisselen. In juni 1945 keerde hij terug naar Cambridge om zijn fysiologische onderzoek voort te zetten.
In 1946 voegde Andrew Huxley zich weer bij hem en konden ze hun werk aan actiepotentialen weer voortzetten. Ze ontdekten dat als een zenuw actief wordt, de actiepotentiaal vele malen groter was dan in rust. In 1952 publiceerden Hodgkin en Huxley hun bevindingen over hoe de actiepotentiaal zich voortplant. Hun theorie was dat in een zenuwuitloper een instroom van natriumionen en een uitstroom van kalumionen optreedt, door het membraan van de zenuwcel. Pas decennia later werd het door hun gehypothetiseerde ionkanaal ontdekt. In 1963 kregen ze voor hun onderzoek de Nobelprijs. In 1965 verkreeg hij de Copley Medal, nadat hij eerder al in 1958 met de Royal Medal was onderscheiden. Hun inzichten hebben onder andere bijgedragen aan het begrip dat 'elektrische impulsen' die zich langs een zenuw verplaatsen het gevolg zijn van geladen ionen die bewegen aan de binnenzijde naar de buitenzijde van de zenuwcel.
Van 1970 tot 1975 was Hodgkin president van de Royal Society, en van 1978 tot 1984 was hij master van het Trinity College.

## Familie
Zijn echtgenote Marion Rous Hodgkin was een succesvol schrijfster van kinderliteratuur, met boeken zoals Young Winter's Tale en Dead Indeed. Samen kregen een zoon en drie dochters. Hodgkins neef, historicus Thomas L. Hodgkin, was de echtgenote van Nobellaureaat Dorothy Crowfoot Hodgkin en zijn schoonvader, patholoog Francis Peyton Rous, won de Nobelprijs drie jaar na Hodgkin voor zijn onderzoek naar kanker veroorzaakt door virussen.
- Bibsys: 90523473
- Bibliothèque nationale de France: cb123425835 (data)
- CiNii: DA01601662
- Gemeinsame Normdatei: 119080303
- International Standard Name Identifier: 0000 0000 6646 5792
- Library of Congress Control Number: n91070458
- Nationale Bibliotheek van Tsjechië: jn20000700724
- Nationale Bibliotheek van Israël: 987007455689005171
- Nationale en Universitaire bibliotheek Zagreb: 000218844
- Nederlandse Thesaurus van Auteursnamen: 06906475X
- SNAC: w6hv2cqt
- Système universitaire de documentation: 032386133
- Virtual International Authority File: 22214835
- WorldCat: E39PBJcc8YBBJ3fHjHmHXb4pfq

1901: Behring · 
1902: Ross · 
1903: Finsen · 
1904: Pavlov · 
1905: Koch · 
1906: Golgi, Ramón y Cajal · 
1907: Laveran · 
1908: Mechnikov, Ehrlich · 
1909: Kocher · 
1910: Kossel · 
1911: Gullstrand · 
1912: Carrel · 
1913: Richet ·
1914: Bárány · 
1919: Bordet · 
1920: Krogh · 
1922: Hill, Meyerhof · 
1923: Banting, Macleod · 
1924: Einthoven ·
1926: Fibiger · 
1927: Wagner-Jauregg · 
1928: Nicolle · 
1929: Eijkman, Hopkins · 
1930: Landsteiner · 
1931: Warburg · 
1932: Sherrington, Adrian · 
1933: Morgan · 
1934: Whipple, Minot, Murphy · 
1935: Spemann · 
1936: Dale, Loewi · 
1937: Szent-Györgyi · 
1938: Heymans · 
1939: Domagk · 
1943: Dam, Doisy · 
1944: Erlanger, Gasser · 
1945: Fleming, Chain, Florey · 
1946: Muller · 
1947: C. Cori, G. Cori, Houssay · 
1948: Müller · 
1949: Hess, Moniz · 
1950: Kendall, Reichstein, Hench · 
1951: Theiler · 
1952: Waksman · 
1953: Krebs,Lipmann ·
1954: Enders, Weller, Robbins · 
1955: Theorell · 
1956: Cournand, Forssmann, Richards · 
1957: Bovet · 
1958: Beadle, Tatum, Lederberg · 
1959: Ochoa, Kornberg · 
1960: Burnet, Medawar · 
1961: Békésy · 
1962: Crick, Watson, Wilkins · 
1963: Eccles, Hodgkin, Huxley · 
1964: Bloch, Lynen · 
1965: Jacob, Lwoff, Monod · 
1966: Rous, Huggins · 
1967: Granit, Hartline, Wald · 
1968: Holley, Khorana, Nirenberg · 
1969: Delbrück, Hershey, Luria · 
1970: Katz, Euler, Axelrod · 
1971: Sutherland · 
1972: Edelman, Porter · 
1973: Frisch, Lorenz, Tinbergen · 
1974: Claude, De Duve, Palade · 
1975: Baltimore, Dulbecco, Temin ·
1976: Blumberg, Gajdusek · 
1977: Guillemin, Schally, Yalow · 
1978: Arber, Nathans, Smith · 
1979: Cormack, Hounsfield · 
1980: Benacerraf, Dausset, Snell · 
1981: Sperry, Hubel, Wiesel · 
1982: Bergström, Samuelsson, Vane · 
1983: McClintock · 
1984: Jerne, Köhler, Milstein · 
1985: Brown, Goldstein · 
1986: Cohen, Levi-Montalcini · 
1987: Tonegawa · 
1988: Black, Elion, Hitchings · 
1989: Bishop, Varmus · 
1990: Murray, Thomas · 
1991: Neher, Sakmann · 
1992: Fischer, Krebs · 
1993: Roberts, Sharp · 
1994: Gilman, Rodbell · 
1995: Lewis, Nüsslein-Volhard, Wieschaus · 
1996: Doherty, Zinkernagel · 
1997: Prusiner · 
1998: Furchgott, Ignarro, Murad · 
1999: Blobel · 
2000: Carlsson, Greengard, Kandel ·
2001: Hartwell, Hunt, Nurse · 
2002: Brenner, Horvitz, Sulston · 
2003: Lauterbur, Mansfield · 
2004: Axel, Buck · 
2005: Marshall, Warren ·
2006: Fire, Mello ·
2007: Capecchi, Smithies, Evans ·
2008: Zur Hausen, Barré–Sinoussi, Montagnier ·
2009: Blackburn, Greider, Szostak ·
2010: Edwards ·
2011: Beutler, Hoffmann, Steinman ·
2012: Gurdon, Yamanaka ·
2013: Rothman, Schekman, Südhof ·
2014: O'Keefe, Moser, Moser ·
2015: Campbell, Omura, Tu ·
2016: Osumi ·
2017: Hall, Rosbash, Young ·
2018: Allison, Honjo ·
2019: Kaelin, Ratcliffe, Semenza ·
2020: Alter, Houghton, Rice ·
2021: Julius, Patapoutian ·
2022: Pääbo ·
2023: Karikó, Weissman ·
2024: Ambros, Ruvkun